# Авиодром
Национальный авиационный тематический парк «Авиодром» (нидерл. Nationaal Luchtvaart-Themapark Aviodrome) — большой аэрокосмический музей, расположенный в аэропорту Лелистада, в Нидерландах.

## История

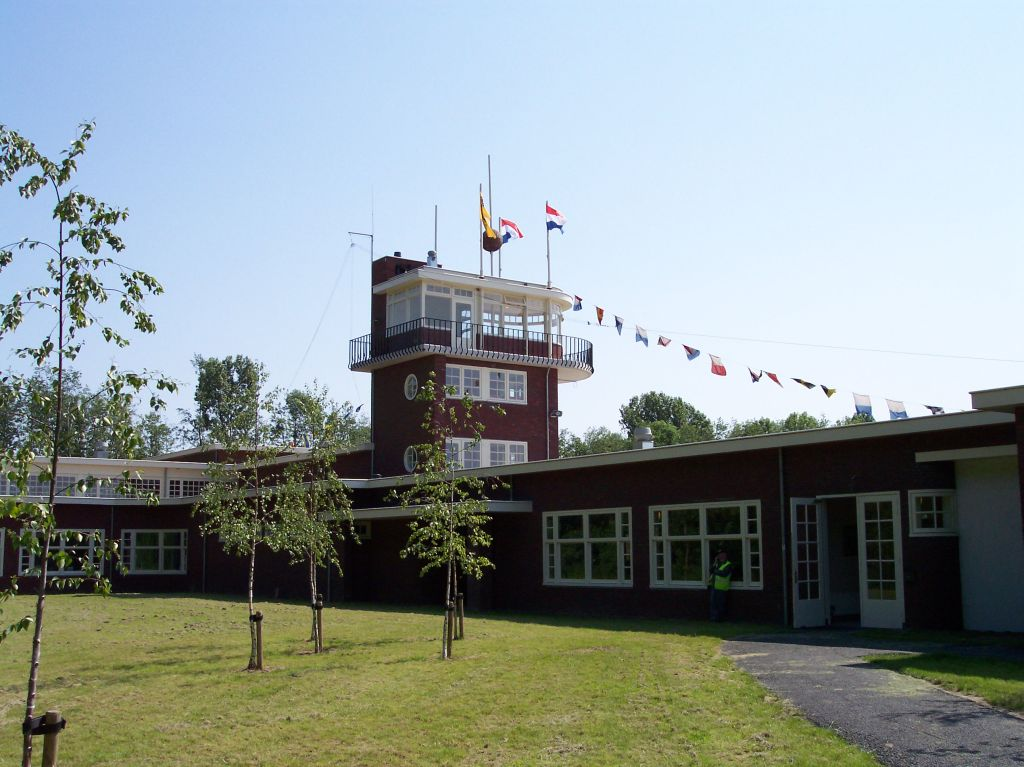
Реконструкция старого терминала Схипхол 1928 года

В 1955 году несколько организаций, таких как авиакомпания KLM и авиастроительная компания Фоккер, инициировали создание национального авиационного музея и создали фонд нидерл. "Stichting voor het Nationaal Luchtvaartmuseum".
Первый подобный музей был открыт в 1960 году в аэропорту Схипхол (Амстердам), под названием «Аэропланорама» (нидерл. Aeroplanorama) в котором было представлено только семь самолётов. Он просуществовал до 1967 года.
В 1971 году на его месте появился новый музей — «Авиодом» (нидерл. Aviodome). Главное здание представляло собой огромный алюминиевый геодезический купол, спроектированный американским архитектором и изобретателем Ричардом Фуллером. К моменту создания это был самый большой авиационный музей в мире.
Со временем коллекция самолётов росла и она уже не помещалась на площади музея, и в 2003 году музей был перенесен в аэропорт Лелистада. Здание в Схипхоле демонтировали, а музей получил новое имя — «Авиодром» (нидерл. Aviodrome). Сейчас музей состоит из трёх зданий: в главном здании расположена основная коллекция самолётов, ресторан и кинотеатр. Второе здание — реконструкция терминала Схипхола от 1928 года. Третье здание — ангар, где расположена часть коллекции, но доступ к этой экспозиции ограничен.

## Коллекция

### Летательные аппараты
- Aérospatiale Dauphin 2
- Agusta — Bell 204B UH-1
- Alsema Sagitta
- Ан-2
- Auster J.1 Autocrat
- BAC Jet Provost
- B.A.T. F.K.23 Bantam
- Beechcraft D-18
- Birdman Cherokee

- Blériot XI
- Boeing 747
- MBB Bo 105
- Cierva C.30A Autogiro
- Consolidated PBY5A Catalina
- De Havilland DH.82A Tiger Moth
- De Havilland DH.104 Dove
- DFS Olympia
- 2x Douglas C-47 Skytrain
- 2x Douglas DC-2
- Douglas DC-3
- Douglas DC-4 Skymaster
- Evans VP-1 Volksplane
- Фау-1
- 2x Fokker Spin
- Fokker Dr.I
- Fokker F.2
- Fokker B.4A
- Fokker C-5D
- Fokker F-7a
- Fokker F.8 «Duif»
- Fokker S.4
- 2x Fokker S-11 instructor
- Fokker S.12
- Fokker S.14 Machtrainer
- 2x Fokker F-27 Friendship
- Fokker F-27-050
- Fokker 100
- Fouga СМ.170 Magister
- 2x Grumman S2N Tracker
- Grunau Baby
- Hawker Sea Fury
- Hawker Hunter Mk.4
- Hawker Sea Hawk
- Junkers Ju 52
- Lilienthal Gleitflugzeug (копия)
- Lockheed L-749 Constellation
- 2x Lockheed F-104 Starfighter
- Lockheed P-2 Neptune
- МиГ-21
- 2x Mignet Pou-du-ciel
- N.H.I. H.2 Kolibri
- N.H.I. H.3 Kolibri
- Noorduyn C-64 Norseman
- Noorduyn Harvard
- North American B.25 Mitchell
- Pander Zögling
- Piper J-3 Cub
- Rienks R-1B giroglider

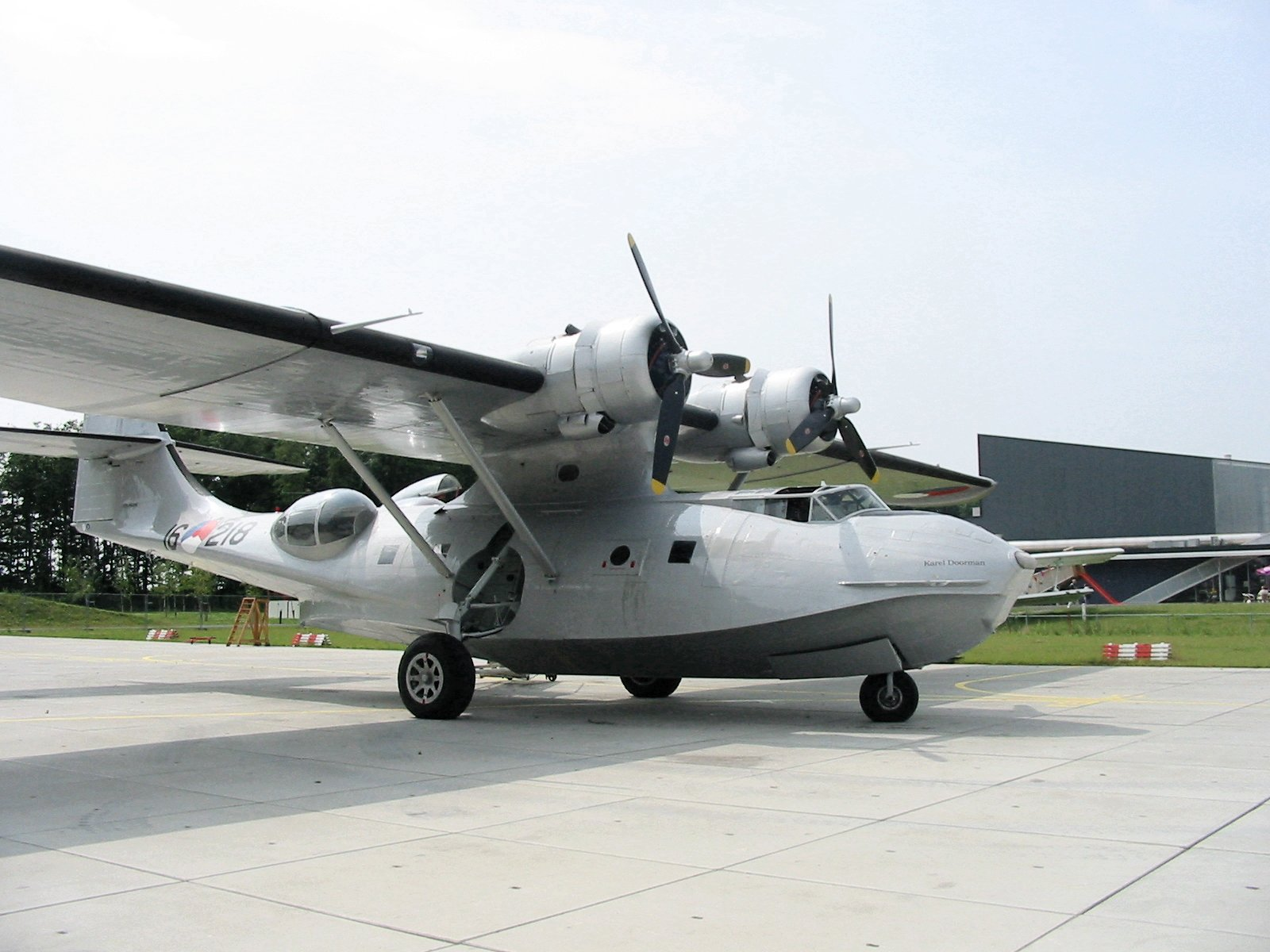
Catalina в авиодроме

- Rogallo sailplane «Engel»(прототип)
- Rogallo sailplane Penguin
- Rogallo sailplane La Mouette Cobra

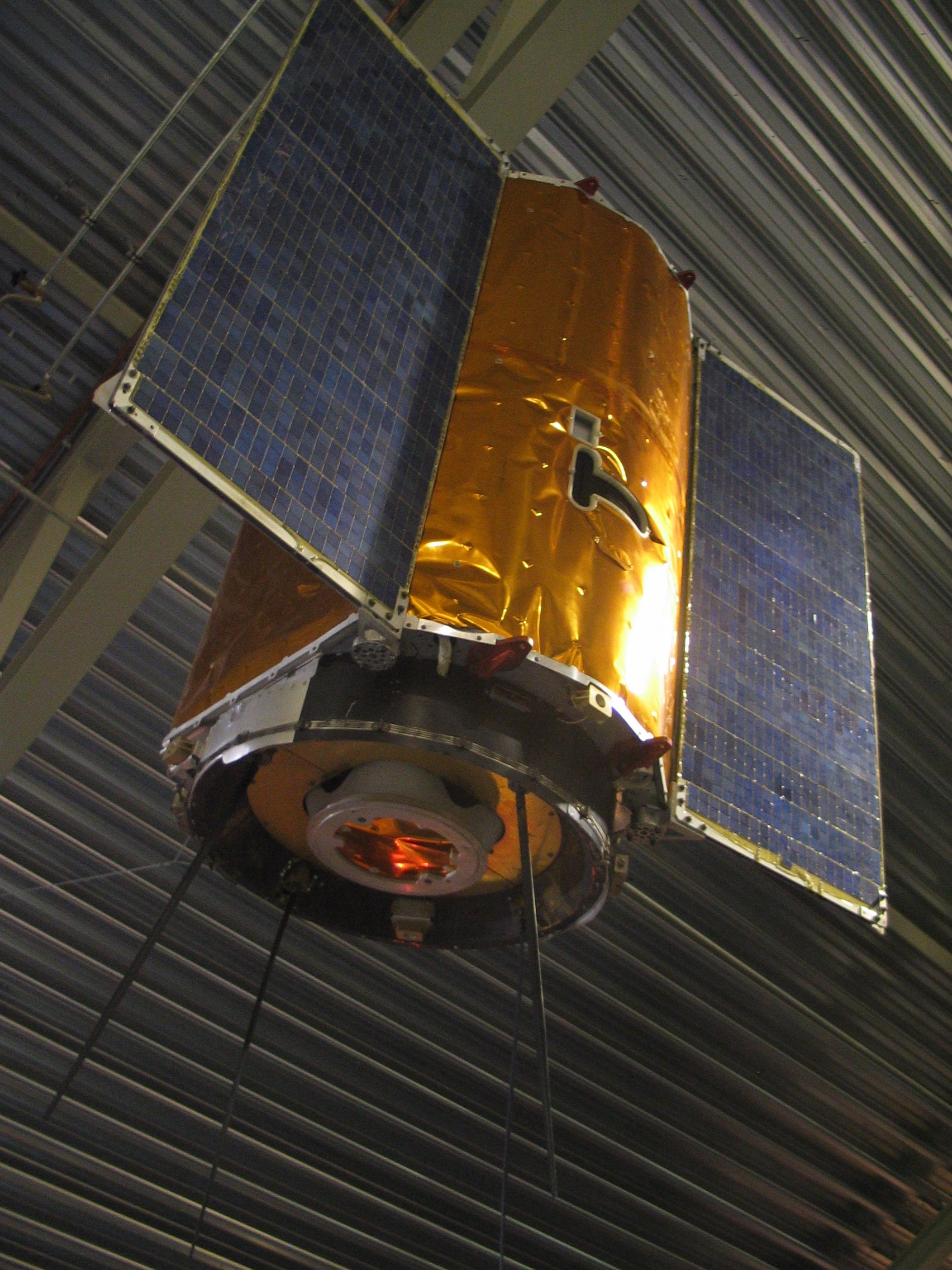
Дублёр спутника ANS.

- Saab 91D Safir
- Saab Viggen
- 3x Schleicher Ka-4 Rhönlerche
- Schleicher Ka-8B
- Sikorski S-55
- 3x Stearman Hammond Y-1S
- Supermarine Spitfire (копия)
- Van Ommeren VO-3
- Westland WS-51 Dragonfly
- Wright Flyer (копия)

### Космические аппараты
- ANS (космический дублёр)
- IRAS — InfraRed Astronomical Satelite (макет частично построен из структурных деталей)
- Зонд Гюйгенс